# Kosmetolog
Kosmetolog er en person, som behandler hudproblemer og rådgiver om hudpleje og makeup.
I Danmark udbydes kosmetologuddannelsen gennem private selvstændige skoler, der tager 1½ år. Adgangskravet er 18 år samt Folkeskolens Afgangsprøve.
Undervisningens indhold rummer teoretiske fag som fx anatomi, mikrobiologi, dermatologi, kemi og produktlære, mens de praktisk orienterede fag består af hudpleje, klientrådgivning og kosmetisk behandling. Endvidere rummer uddannelsen undervisning i markedsføring og regnskab.